# Henk Tennekes (toxicoloog)
Hendrikus Antonie (Henk) Tennekes (Zutphen, 21 november 1950 – Winterswijk, 7 juli 2020) was een Nederlandse toxicoloog.
Tennekes was onderzoeker aan de Philipps-Universiteit Marburg, het Krebsforschungszentrum, het Duits centrum voor kankeronderzoek in Heidelberg, bij Sandoz in het Zwitserse Muttenz en bij de Research and Consulting Company in Itingen. Sinds 1992 was hij een onafhankelijk onderzoeker in toxicologie.
Tennekes studeerde van 1968 tot 1974 en promoveerde in 1979 aan de Wageningse Landbouwhogeschool met een proefschrift over "The Relationship between Microsomal Enzyme Induction and Liver Tumour Formation".
Tennekes beschreef in 2010 in zijn boek "A disaster in the making" de gevaren van neonicotinoïde pesticiden een nieuwe generatie bestrijdingsmiddelen voor insecten en bijen in het bijzonder. De basis daarvoor was zijn fascinatie voor een bepaalde wiskundige vergelijking, namelijk de Druckrey-Küpfmüllervergelijking. Aanvankelijk vond zijn visie heftige weerstand en werden zijn bevindingen bekritiseerd maar vervolgonderzoek heeft zijn waarschuwing deels bevestigd en sinds eind 2018 is het gebruik van drie neonicotinoïden (clothianidine, thiamethoxam en imidacloprid) in de Europese Unie verboden.
Hij werd ziek en liet door euthanasie zijn leven eindigen op 69-jarige leeftijd.
- Gemeinsame Normdatei: 142830844
- International Standard Name Identifier: 0000 0001 0772 734X
- Nederlandse Thesaurus van Auteursnamen: 068402465
- Système universitaire de documentation: 248085565
- Virtual International Authority File: 160467883